# Chamillionaire
Chamillionaire, de son vrai nom Hakeem Seriki, né le 28 novembre 1979 à Houston, dans le Texas, est un rappeur américain. Il est l'un des principaux représentants du Dirty South et le CEO de Chamillitary Entertainment. Chamillionaire est également membre fondateur du groupe Color Changin' Click jusqu'à sa séparation en 2005.
Il se lance initialement dans des publications indépendantes locales en 2002, telles que l'album collaboratif Get Ya Mind Correct composé aux côtés du rappeur et ami d'enfance Paul Wall. Il signe au label Universal Records en 2005, et y publie The Sound of Revenge. L'album contient les singles à succès Turn It Up en featuring avec Lil' Flip, et le titre à succès récompensé d'un Grammy Ridin' en featuring avec Krayzie Bone de Bone Thugs-n-Harmony. L'album Ultimate Victory suit en 2007, notable pour son manque intentionnel d'insultes. Chamillionaire est également connu par sa série anticipée de mixtapes les Mixtape Messiah, arrêtée en 2009.
Au début de 2011, il quitte Universal Records ; son troisième album, Venom, ne sera pas publié. Chamillionaire publie son premier extended play indépendant Ammunition en mars 2012 et considéré comme un album majeur depuis son départ du label. Un autre EP, Elevate, est publié le 17 février 2013 . Il révèle plusieurs nouvelles publications avant son troisième album, comme l'EP Reignfall, publié le 23 juillet 2013. Il travaille actuellement sur son troisième album, intitulé Poison. Chamillionaire se joint à la firme Upfront Ventures au début de 2015.

## Biographie

### Débuts (1998–2004)
Le nom de scène de Seriki, Chamillionaire, est un jeu de mots entre « caméléon » (chameleon) et « millionnaire »,. Lors d'une soirée, Seriki et son ami rappeur Paul Wall font la rencontre de Michael « 5000 » Watts, un célèbre DJ originaire du nord de Houston. Après avoir proposé leurs services à Watts, sur son label Swishahouse, Chamillionaire et Paul Wall lui demandent de leur laisser tenter leur chance sur la radio locale KBXX-FM. Watts les laisse effectuer un freestyle, qu'il ajoutera d'ailleurs sur l'une de ses mixtapes. Peu après, Seriki (sous le nom de Chamillionaire) et Paul Wall se popularisent dans la scène locale, aux côtés de Watts et des membres de Swishahouse. Chamillionaire et Paul Wall lancent ensuite leur propre groupe, The Color Changin' Click. En 2002, Chamillionaire et Paul Wall collaborent sur l'album Get Ya Mind Correct, vendu à plus de 150 000 d'exemplaires. Le magazine The Source nomme l'album dans la catégorie d'album de l'année en 2002. Chamillionaire et la Color Changin' Click jouent au festival SXSW en 2004.

### The Sound of Revenge(2005–2006)

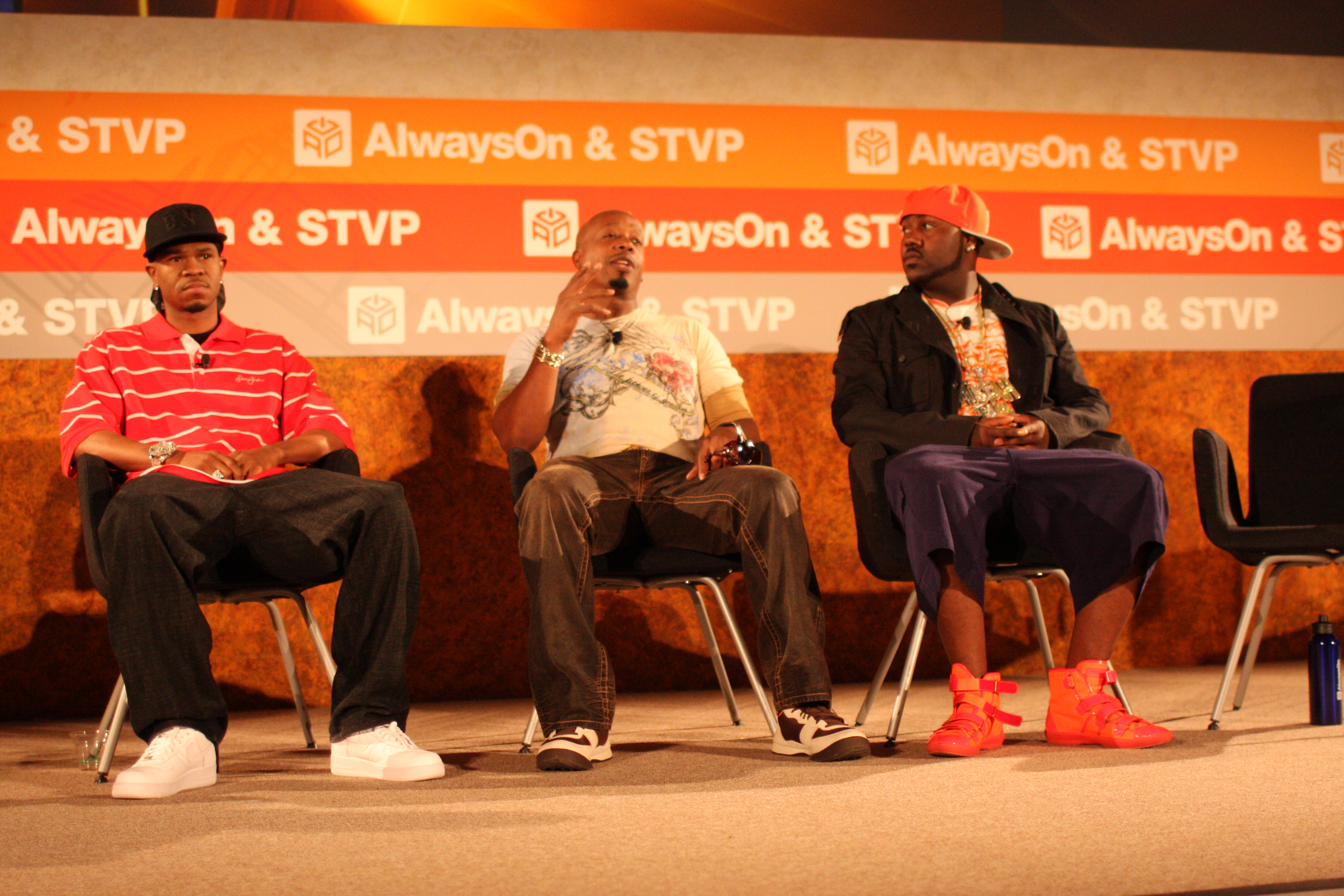
De gauche à droite : Chamillionaire, MC Hammer et Mistah F.A.B. au TechCrunch en 2008.

Le premier album solo de Chamillionaire, The Sound of Revenge, est publié aux labels Chamillitary Entertainment et Universal Records, le 22 novembre 2005. L'album débute et reste à la 10e place du Billboard 200 aux États-Unis. Le single principal de l'album s'intitule Turn It Up, en featuring avec Lil' Flip et produit par Scott Storch, qui suit de Ridin', en featuring avec Krayzie Bone de Bone Thugs-n-Harmony et produit par Play-N-Skillz ; Ridin' atteint la première place du Billboard Hot 100. Sa vidéo est classée « meilleure vidéo rap » aux MTV Video Music Awards en 2006. En 2007, il remporte un Grammy Award dans la catégorie de « meilleure performance rap par un groupe ou duo » pour la chanson Ridin'. Il est, à cette période, signé au label de Michael 5000 Watts, Swishahouse. Le chanteur comédien  "Weird Al" Yankovic fait de Ridin' une parodie nommée White and Nerdy dans son album Straight Outta Lynwood. Le troisième single de l'album s'intitule Grown and Sexy.
Un titre bonus, Grind Time, est publié dans le jeu vidéo NBA Live 06. L'album est certifié disque de platine par la Recording Industry Association of America (RIAA), et une version chopped and screwed de OG Ron C est publiée en février 2006. L'album fait participer Lil' Flip, Natalie] Krayzie Bone, Bun B, Lil Wayne, Pastor Troy, Killer Mike, Scarface, Billy Cook, et son frère Rasaq. Chamillionaire remporte le prix de meilleur nouvel artiste aux BET Awards de 2006.
Le second opus de la série Mixtape Messiah, Mixtape Messiah 2, est publié le 5 janvier 2006. Plus tard en 2006, Chamillionaire participe aux singles Get Up de Ciara, That Girl de Frankie J, Bet That de Trick Daddy, King Kong de Jibbs, et Doe Boy Fresh de Three Six Mafia en 2007.

### Ultimate Victory(2007–2008)
Pour la promotion de son nouvel album, Chamillionaire publie Mixtape Messiah 3, un avant-goût de son nouvel album publié en 2007 sur son site web. Chamillionaire publie son deuxième album Ultimate Victory le 18 septembre 2007. Ultimate Victory est publié sans insultes de Chamillionaire. Il fait participer UGK, Krayzie Bone, Lil Wayne, Famous (Lil Ken), Tony Henry, Devin the Dude et Lloyd. Le premier single s'intitule Hip Hop Police, en featuring avec Slick Rick, que Chamillionaire et Slick Rick ont chanté dans l'émission de la CBS Late Show with David Letterman le 14 septembre 2007. Mixtape Messiah 4,  le quatrième opus de la série Mixtape Messiah, est initialement prévu pour le 18 décembre 2007, mais publié le 27 août 2008.

### DernierMixtape Messiah,Venom, etMajor Pain(2008–2010)
En novembre 2008, Chamillionaire annonce la future publication d'un troisième album, Venom, prévue pour le début de 2009. Son sixième opus de la série Mixtape Messiah est un avant-goût de Venom. Le premier single extrait de Venom devait être Creepin' (Solo), avec Ludacris, qui a terminé premier du classement Billboard Bubbling Under R&B/Hip-Hop Singles. Néanmoins, il est impossible de savoir si le titre sera ajouté sur Venom. Chamillionaire annonce Mixtape Messiah 7, son septième et dernier opus de sa série Mixtape Messiah et annule la sortie de Venom. Chamillionaire offre un exemplaire de Mixtape Messiah 7 aux 100 vainqueurs d'un concours qu'il a organisé sur son site officiel,. Le premier disque de Mixtape Messiah 7 est publié gratuitement le 4 août 2009, et le deuxième disque est publié le 6 août 2009. Le lendemain, les troisième et quatrième disques sont publiés pour un total de 66 pistes.
Le 29 septembre, Chamillionaire annonce officiellement son troisième album, Venom, après avoir laissé voter ses fans. Son premier single s'intitule Good Morning. L'album west prévu pour le 22 juin 2010,. Chamillionaire participe au remix du titre de Weezer, Can't Stop Partying. Il se joint également à Weezer sur scène avec Lil Wayne. Le 11 décembre 2009, Chamillionaire joue à la Fort Hood Community Strong, un événement considéré « réconfortant et amusant » pour les personnes affectées par la fusillade de Fort Hood qui a fait 13 victimes. Les autres artistes de l'événement sont Nick Jonas, Dana Carvey et Zac Brown Band. Le 23 décembre 2009, Chamillionaire annonce sur YouTube la publication prochaine d'une nouvelle série de mixtapes intitulée Major Pain dont le premier opus est publié le 2 février 2010,.

### Départ d'Universal Records etPlaylist Poison(2011–2012)
Selon le producteur de Kanye West, Andrew Dawson, Chamillionaire et Universal Records se sont séparés. « J'ai beaucoup collaboré avec Chamillionaire, et produit plusieurs de ses chansons. Il a mis un terme à son contrat avec Universal [Records] » révèle Dawson.
Pendant son live sur UStream le 14 janvier 2011, Chamillionaire annonce son départ officiel d'Universal Records. Il travaille ensuite sur une nouvelle série intitulée Playlist Poison et publiera quelques chansons. La première chanson de Playlist Poison publiée s'intitule When Ya On en featuring avec Nipsey Hussle et suit de This My World en featuring avec Big K.R.I.T., Charlie Sheen en featuring avec Rock D et Killer Mike, et Passenger Seat en featuring avec Short Dawg. Le 18 avril, il publie l'opus suivant de la série Major Pain, Major Pain 1.5 en téléchargement gratuit sur site officiel, et publie trois nouvelles mixtapes intitulées Badazz Freemixes, Badazz Freemixes 2 et Badazz Slowmixes. L'EP de huit titres de Chamillionaire, Ammunition, est publié en téléchargement gratuit le mardi 20 mars 2012 et sur les marchés le mardi 27 mars 2012. Le 4 décembre 2012, Chamillionaire publie Show Love sur iTunes et fait participer D.A. Wallach de Chester French.

### EPs, finalisation dePoisonetUpfront Ventures(depuis 2013)
Le 17 janvier 2013, Chamillionaire annonce travailler sur un nouvel extended play. L'EP, intitulé Elevate, est publié le 12 février 2013. Elevate inclut sept chansons. Il explique également que cet EP sera publié en promotion à l'album Poison. Chamillionaire annonce que, malgré son départ d'Universal, Poison sera publié sur une major, contrairement à ses précédents EP. Le 23 juillet 2013, Chamillionaire publie un troisième EP en promotion à Poison, Reignfall. Reignfall atteint le classement Billboard. Le 13 février 2014, Chamillionaire publie son premier single de l'année intitulé Watching Breaking Bad. Le single Go Getta est publié le 28 février 2014 et End of a Knife, produit par Kato, le 21 mars 2014.

## Discographie

### Albums studio
- 2005 : The Sound of Revenge
- 2007 : Ultimate Victory

### Albums collaboratifs
- 2002 : Get Ya Mind Correct (avec Paul Wall)
- 2003 : The Army (avec Color Changin Click)
- 2005 : Controversy Sells (avec Paul Wall)
- 2005 : Big Business (avec Stat Quo)

### EPs
- 2012 : Ammunition
- 2013 : Elevate EP
- 2013 : Reignfall EP

### Compilations
- 2003 : Greatest Hits
- 2005 : Best of... Continued
- 2006 : Best of... Continued Part 2 (avec Judge Dredd et Stat Quo)

### Mixtapes
- 2004 : The Mixtape Messiah
- 2005 : The Truth (avec DJ Whoo Kid)
- 2005 : Chamillitary (avec The Color Changin' Click)
- 2005 : Man on Fire
- 2006 : Mixtape Messiah 2
- 2006 : Chamillitary Therapy
- 2006 : GYMC: The Remix Album (avec Paul Wall)
- 2007 : Mixtape Messiah 3
- 2008 : Mixtape Messiah 4
- 2008 : Mixtape Messiah 5
- 2009 : Mixtape Messiah 6
- 2009 : Hangin' Wit' Mr. Koopa (avec Tosin)
- 2009 : I Am Legend: Greatest Verses
- 2009 : Mixtape Messiah 7
- 2010 : Houston Venom
- 2010 : Venom The Mixtape
- 2010 : Major Pain
- 2011 : Major Pain 1.5
- 2011 : Badazz Freemixes
- 2011 : Badazz Freemixes 2
- 2011 : Baddazz Slow-mixes